# Gaston Thorn
Gaston Thorn (Ciutat de Luxemburg, 1928 - íd. 2007) fou un polític luxemburguès, membre del Partit Democràtic, que ha estat Primer Ministre de Luxemburg entre 1974 i 1979, i President de la Comissió Europea entre 1981 i 1985.

## Biografia
Va néixer el 3 de setembre de 1928 a Ciutat de Luxemburg. Durant l'ocupació nazi del seu país s'allistà a la resistència, per la qual cosa fou condemant diversos mesos a presó. Després d'estudiar dret a Montpeller, Lausana i París va entrar a treballar en un bufet d'advocats a Luxemburg.
L'any 1986 fou guardonat amb la Creu de Sant Jordi per part de la Generalitat de Catalunya. Morí el 26 d'agost de 2007 a conseqüència d'una llarga malaltia.

## Activitat política
L'any 1959 deixà de banda la seva carrera com a advocat i es feu membre del Partit Democràtic, del qual en fou elegit president en dues ocasions, en els períodes 1962-1969 i 1971-1980.
L'any 1969 va esdevenir Ministre d'Afers Exteriors sota el govern del democristià Pierre Werner, càrrec que ocupà fins al 1980. L'any 1974 aconseguí derrotar en les eleccions a Werner, convertint-se així en Primer Ministre de Luxemburg entre aquell any i el 1979, quan fou derrotat per l'anterior. Aquell mateix any però fou nomenat Ministre de Justícia en el nou govern de Werner, renunciant al seu càrrec l'any següent per fer el salt a la política europea.
President de l'Assemblea General de les Nacions Unides entre 1975 i 1976, l'any 1981 fou nomenat President de la Comissió Europea en substitució de Roy Jenkins. Durant la seva presidència afavorí els interessos francesos gràcies a la seva bona entesa amb Valéry Giscard d'Estaing i aconseguí major poder per a la Comissió Europea, reduint el poder dels governs nacionals i del Parlament Europeu.

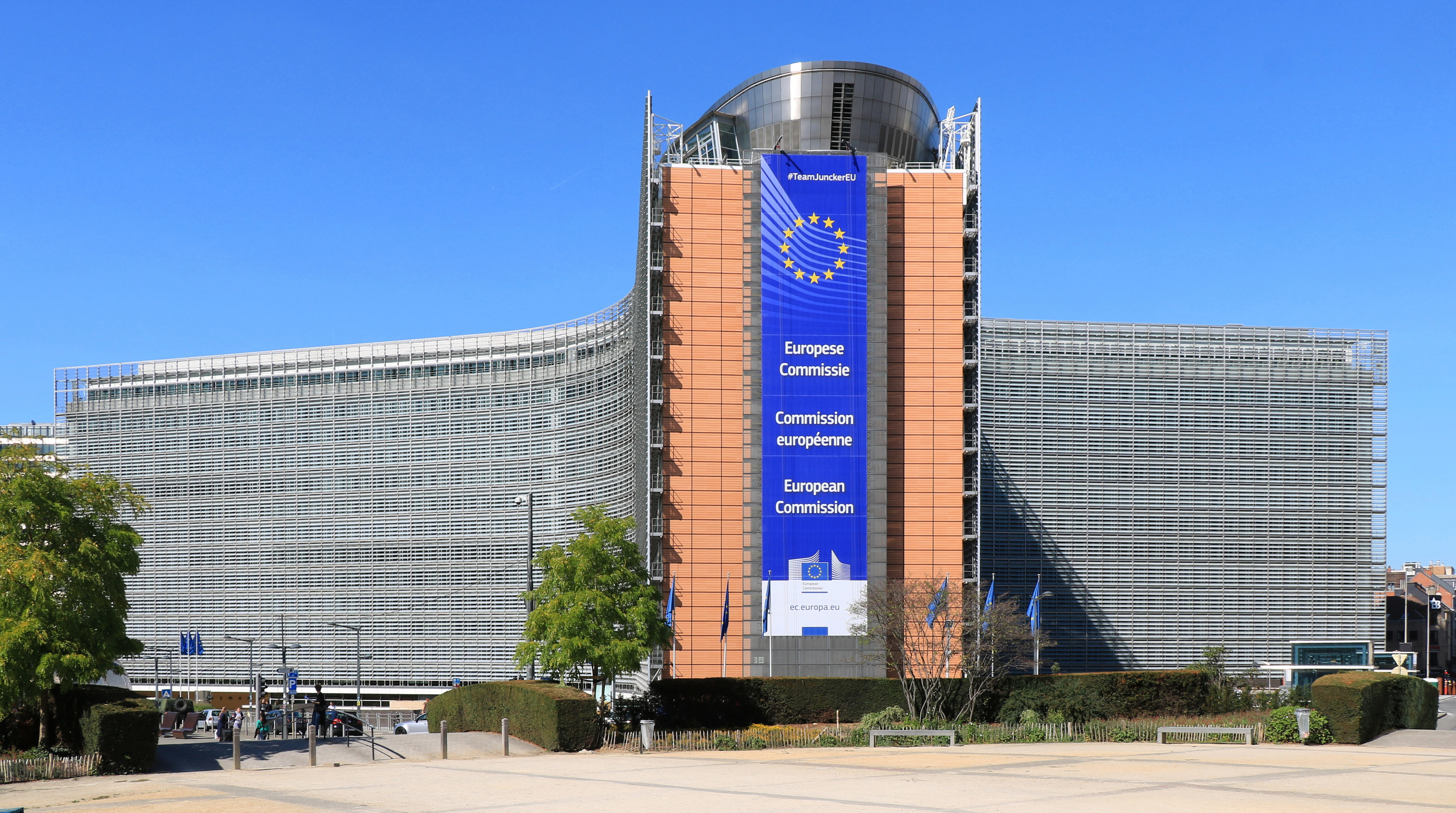
La Comissió Europea a Brussel·les